# Ostatnia partia
Ostatnia partia (ang. Endgame) – brytyjsko-południowoafrykański dramat filmowy z 2009 roku w reżyserii Pete’a Travisa. Premiera miała miejsce 18 stycznia 2009 roku.

## Obsada
Źródło: Filmweb

- Chiwetel Ejiofor – prezydent Thabo Mbeki
- William Hurt – Professor Will Esterhuyse
- Mark Strong – Dr Niel Barnard
- Clarke Peters – Nelson Mandela
- Langley Kirkwood – Jack Swart
- Kas Graham – protestujący
- Amelia Bullmore – Gill

## Nominacje
W 2009 roku podczas 14. ceremonii wręczenia Satelitów William Hurt był nominowany w kategorii Best Actor in a Miniseries or a Motion Picture Made for Television. Film był nominowany w kategorii Best Motion Picture Made for Television.
W 2010 roku podczas 68. ceremonii wręczenia Złotych Globów Chiwetel Ejiofor był nominowany w kategorii Best Performance by an Actor in a Mini-Series or a Motion Picture Made for Television. Podczas 62. ceremonia wręczenia nagród Emmy film był nominowany w kategorii Outstanding Made for Television Movie. W czasie 35. edycji Broadcasting Press Guild Paula Milne otrzymała nominację. Film był nominowany również do nagrody Royal Television Society i NAACP Image Awards. Paula Milne otrzymała również nominację do Humanitas Prize w kategorii 90 Minute Category. Mark Paterson, Jamie Roden i Chris Ashworth tli nominowani do nagrody Cinema Audio Society Awards w kategorii Outstanding Achievement in Sound Mixing for Television Movies and Mini-Series.